# Étienne Henri Christophe Nayrod
Étienne Henri Christophe Nayrod, né le 18 juillet 1728 à Neauphle-le-Château (Yvelines), est un général de brigade de la Révolution française.

## États de service
Il entre en service en 1742, comme élève dans le corps du génie, et le 8 janvier 1743, il devient lieutenant au régiment du Dauphin cavalerie. Il est réformé le 19 février 1749.
Il reprend du service le 1er mars 1763, comme sous-aide major, il passe aide major le 22 janvier 1770, capitaine le 24 mars 1772, et il est admis à la retraite le 2 mars 1773.
Le 18 septembre 1791, il est élu lieutenant-colonel du 1er bataillon de volontaires de la Moselle, et le 13 octobre 1792, il est nommé adjudant-général chef de brigade provisoire, grade qui sera confirmé le 8 mars 1793.
Il est promu général de brigade le 15 mai 1793, commandant de la place du Quesnoy. Il est suspendu de ses fonctions le 25 juillet 1793, arrêté à Laon, transféré à Soissons, il est renvoyé dans ses foyers en septembre 1793.
Retiré à Saint-Avold, il est admis à la retraite le 22 août 1795.

## Sources
- (en) « Generals Who Served in the French Army during the Period 1789 - 1814: Eberle to Exelmans »
- Étienne Charavay, Correspondance général de Carnot, tome 2, imprimerie Nationale, 1892, p. 241.